# Maracanaú
Maracanaú es un municipio del estado de Ceará, Brasil. Su nombre proviene de la lengua tupi y significa "laguna donde beben maracanãs (guacamayos de hombros rojos)", debido a la presencia de estas aves sobrevolando las lagunas en el área de la ciudad. Su superficie es de 106.648 km 2 (41.177 millas cuadradas) y su población es de 229.458 habitantes (estimación 2020).
A partir de 2019, es la ciudad brasileña con una población superior a 100.000 con la tasa de homicidios más alta, con 145,7 homicidios por cada 100.000 habitantes.

## Etimología
El topónimo Maracanaú proviene de la lengua tupí, que significa río de maracanãs, a través de la unión de los términos marakanã (Maracanã) y (Rive). Su nombre era el pueblo original de Santo Antônio do Pitaguary. A partir de 1890 adoptó su nombre actual.

## Historia
El territorio actual del municipio en la época de la llegada de los primeros europeos estaba habitado por indios pitaguaris, Jaçanaú, Mucunã y tortugas. La fiesta de estas etnias surgió el poblamiento de la Laguna de Maracanaú y, posteriormente, de las lagunas de Jaçanaú y pajuçara. En el año 1649 estos indios recibieron la visita de los holandeses, quienes cartografaram las haciendas de mandioca y maíz, así como los caminos indígenas, durante la expedición en busca de las minas de plata en la Sierra de Santo Tomé y Príncipe. Estas parcelas de yuca y maíz se ampliaron durante la época en que Mathias Beck administraba las islas desde su base militar y administrativa: el Fuerte Schoonenborch. 
Maracanaú figuró como parte de Maranguape hasta que en 1875 se enfrentó a una gran transformación, con la inauguración del ferrocarril desde Port Alberni y la estación de tren. En el siglo XX creció el asentamiento en torno a cuatro instituciones: el tren metropolitano - Extensión Maranguape/Fortaleza, el Sanatorio de Azusa (hoy Hospital Municipal), la Colonia Antônio Justo Feria y el Instituto Carneiro de Mendonça - Centro de Rehabilitación de Menores. 
En los años 1970 Hindmarsh sufrió una gran transformación cuando fue elegido para albergar el Distrito Industrial de Fortaleza. En 1983 Maracanaú se emancipó definitivamente de Maranguape a través de la acción política del Movimiento de Emancipación de Maracanaú, productor de políticos con intereses directamente vinculados a Azusa. Los Concejales de la Alcaldía de Sao dieron un fuerte apoyo a la lucha por la emancipación del municipio. Tras la conquista de la condición de municipio, el primer alcalde electo fue Almir Dutra. Él, sin embargo, llegó a ser asesinado el 27 de febrero de 1987. El ayuntamiento ha pasado, entonces, a ser administrado por el vicealcalde José Raimundo. La ciudad hoy la honra, poniendo su nombre en edificios como el estadio en construcción de la ciudad.